# هد نوار

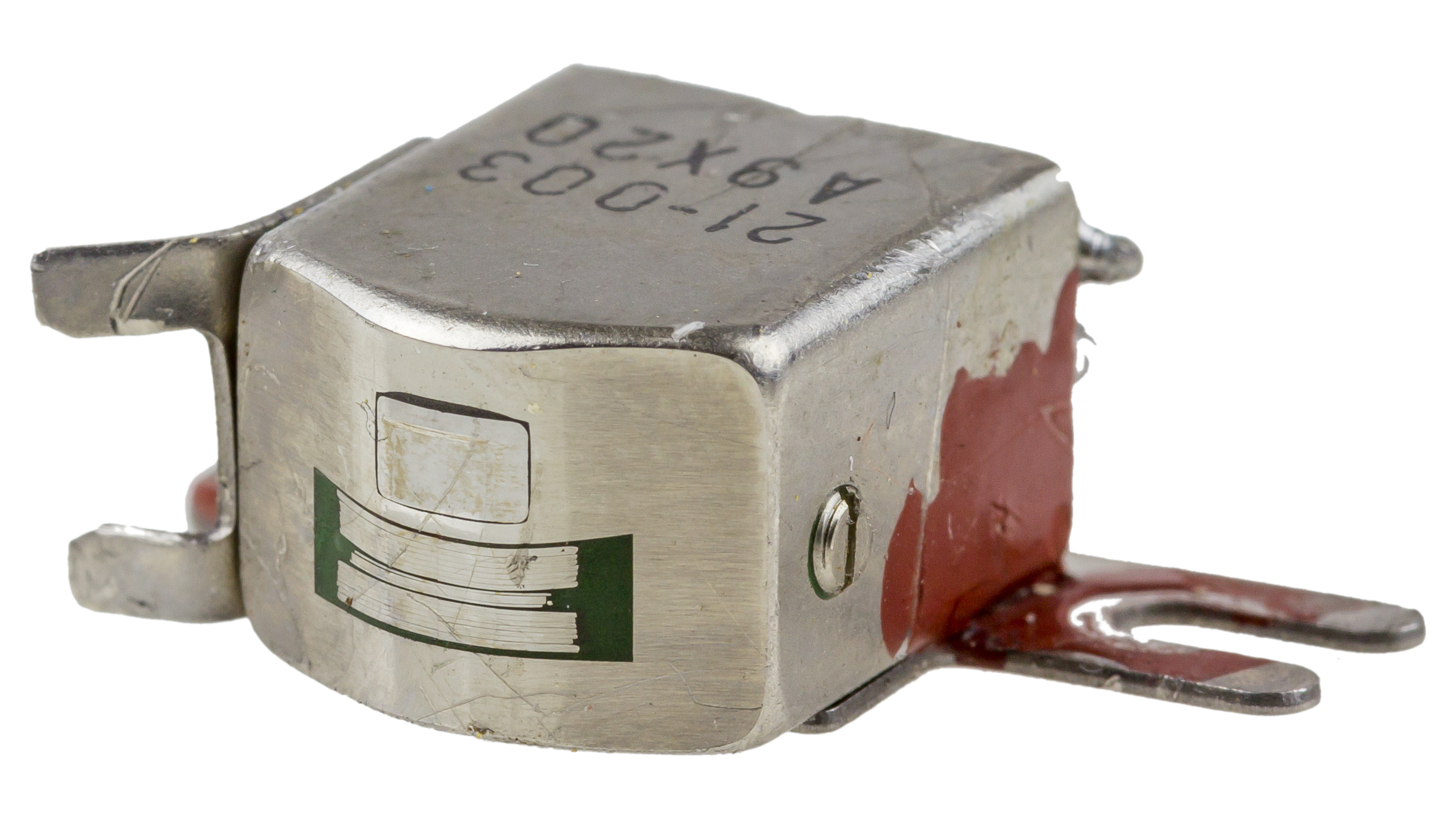
مجموعه هد نوار از یک دک ضبط صوت. نوار کاست از چهار شیار استفاده می‌کند، دو شیار برای هر طرف. دو هد (مستطیل‌های نقره ای داخل مستطیل سیاه) برای پخش همزمان یک طرف نوار قابل مشاهده است.

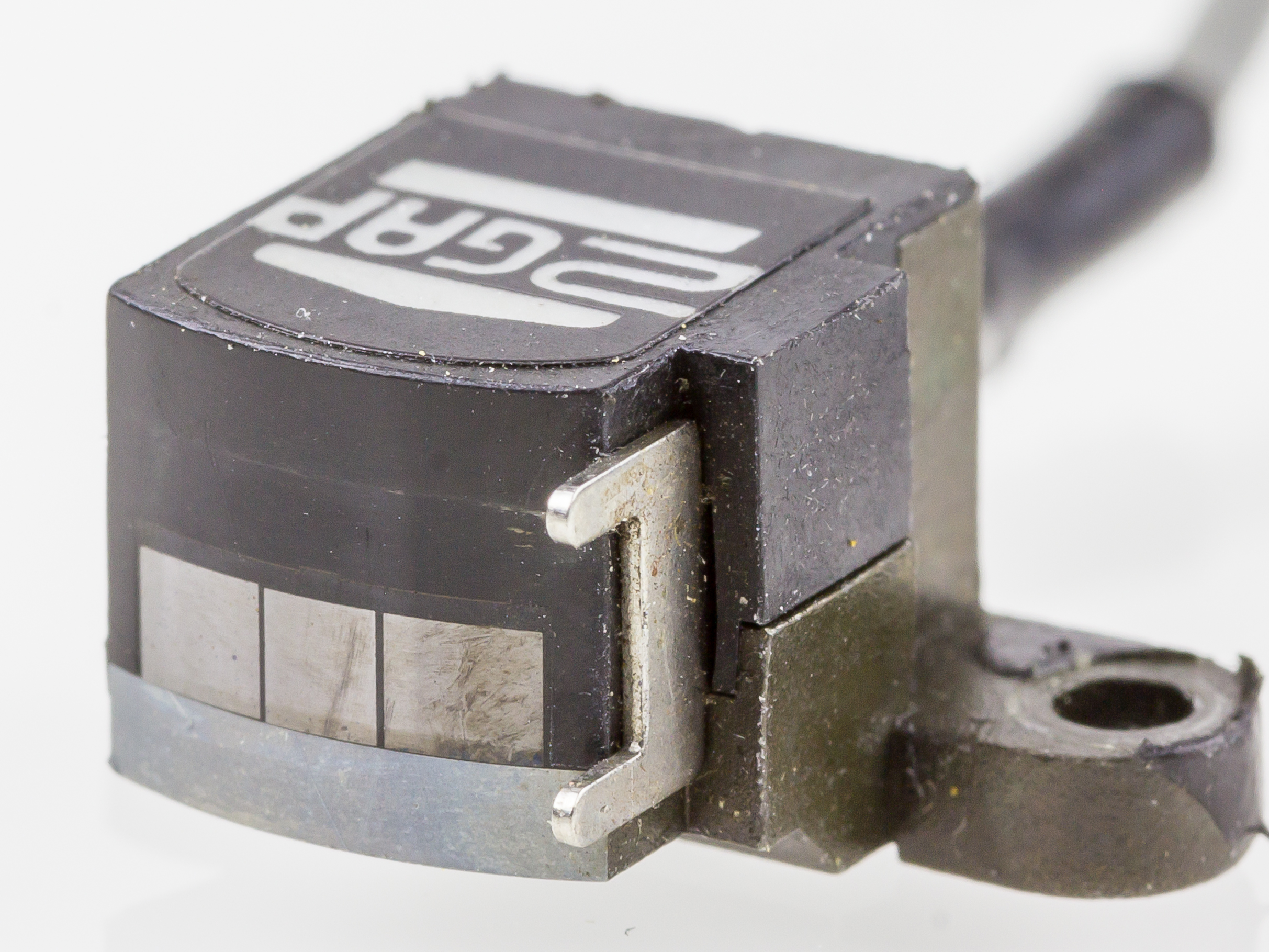
هد پاک‌کننده نوار

هِد نوار (به انگلیسی: tape head) یک مبدل است که برای تبدیل انرژی الکتریکی به نوسان مغناطیسی و بالعکس در نوار ضبط صوت استفاده می‌شود. آنها همچنین می‌توانند برای خواندن کارت‌های اعتباری / بدهی / هدیه استفاده شوند، زیرا باریکه نوار مغناطیسی در پشت کارت اعتباری همانند سایر نوارهای مغناطیسی اطلاعات را ذخیره می‌کند. نوارهای کاست، نوارهای ریلی، نوارهای ۸-بانده، نوارهای VHS و حتی فلاپی دیسک‌ها و هارد دیسک‌های مدرن همه از یک اصل فیزیکی برای ذخیره و بازخوانی اطلاعات استفاده می‌کنند. محیط در یک الگو مغناطیده است. سپس با سرعت ثابت بر روی یک الکترومغناطیس حرکت می‌کند. از آنجا که نوار متحرک یک میدان مغناطیسی متغیر را با خود حمل می‌کند، تغیر ولتاژی را در هد ایجاد می‌کند. سپس می‌توان آن ولتاژ را تقویت کرد و در مورد صوت به بلندگوها متصل کرد، یا در مورد داده‌های دیجیتال و بر حسب صفر و یک اندازه‌گیری یا ذخیره کرد.

## انواع
طرح فیزیکی هد بسته به این که ثابت باشد یا دوار متفاوت است.

## عکس‌ها

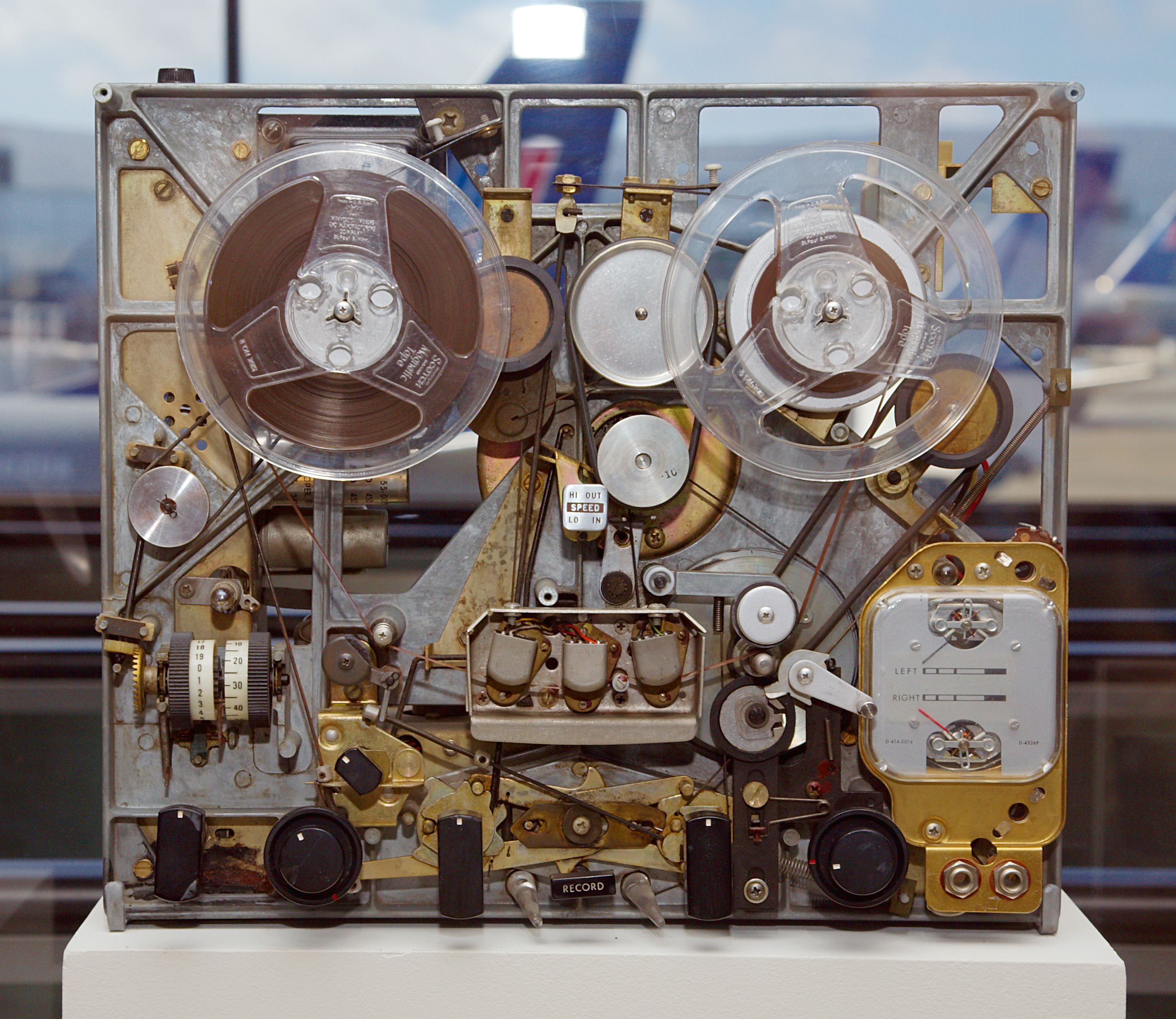
ضبط صوت امپکس
هد VHS
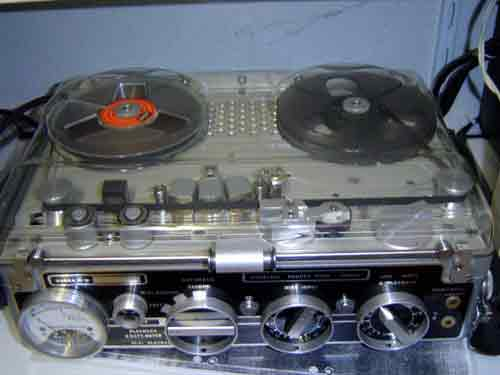
هد صوتی ناگرا: پاک کردن، ضبط کردن و پخش کردن